# Бјерн Дели
Бјерн Дели (норв. Bjørn Dæhlie; Елверум 19. јун 1967) је норвешки бизнисмен и бивши скијашки тркач, осмоструки олимпијски победник. Други је најуспешнији зимски олимпијац свих времена, а испред њега је само његов сународник, биатлонац Оле Ејнар Бјерндален који има једну бронзану медаљу више. По броју златних олимпијских медаља седми је олимпијац свих времена.
Од пензионисања, Дели је постао успешан бизнисмен у области некретнина и моде. Његове инвестиције у некретнине донеле су богатство од више од пола милијарде круна.

## Атлетска каријера
Дели је био првo у норвешком скијашком тиму за Зимске олимпијске игре 1988. у Калгарију, Канада. Међутим, није учествовао ни у једној трци и био је ту да учи од старијих скијаша. Касније је тврдио да су ове Олимпијске игре биле прекретница за норвешко скијање пре њиховог следећег периода успеха. На Светском купу дебитовао је у јануару 1989. године, завршио је 11. на 15 km слободним стилом у Кавголову. У децембру исте године победио је у својој првој трци светског купа. Завршио је први на 15 km слободним стилом, првој трци светског купа у сезони.
На FIS Светском првенству у нордијском скијању 1991. у Вал ди Фијему, Дели је освојио своју прву златну медаљу на Светском првенству. Победио је скијашку легенду Гундеа Свана на 15 km слободним стилом. Медаља је била неочекивана, пошто је Дели био млада и још увек непознат. То је била прва појединачна златна медаља Норвешке на Светском првенству откако је Одвар Бра освојио злато на истој трци у Ослу 1982. Дели је такође скијао последњу утакмицу у победничкој штафети 4 × 10 km.
Године 1992, почео је Делијев период доминације. Први пут је освојио светски куп у укупном поретку, што је подвиг који ће остварити још пет пута у наредних седам година. У Албертвилу Дели је освојио своје прве олимпијске медаље. Освојио је злато у трци на 10/15 km слободно, 50 km слободно и био је у победничком тиму у штафети 4 × 10 km. Освојио је сребро на 30 km класичним стилом. Дели је такође завршио четврти на 10 km слободно, где је његов саиграч Вегард Улванг освојио злато. Дели је завршио четврти део штафете и прешао циљну линију уназад, победивши са разликом од преко једног и по минута. Дели и Улванг су завршили освојивши све златне медаље на скијашком трчању, освојивши по три злата и сребро. Дели је награђен Фернлијевом олимпијском наградом за свој наступ, наградом која је додељена најбољем норвешком спортисти на Олимпијади.
На Зимским олимпијским играма 1994. у Лилехамеру, Норвешка, Дели је освојио злато у дисциплини 10 km класичним стилом и 15 km слободном потери. Освојио је сребро на 30 km слободно, где га је победио Томас Алсгард. Штафета 4 × 10 km била је веома тесна трка између Норвешке и Италије. Италијани су освојили злато након што је Силвио Фаунер победио Делија у спринту у последњој деоници. У каснијим годинама, Томас Алсгард је преузео четврту деоницу норвешке штафете, а Дели је скијао трећу, пошто је Алсгард био бољи спринтер.
Светско првенство у скијању 1997. било је Делијево најуспешније светско првенство. Пред домаћом публиком у Трондхајму освојио је медаљу у свакој трци, освојивши злато у класичној трци на 10 km, комбинованој трци 10+15 km и штафети 4 × 10 km. Поред тога, освојио је сребро на 30 km слободно и бронзу на 50 km класично. Дели је рекао да су шампионати били као „Лилехамер изнова“ и да је „За мене је веома посебно такмичити се у Норвешкој“.
Дели је освојио три злата и једно сребро на својим последњим Олимпијским играма у Нагану. Победио је на 10 km класичним стилом, на 50 km слободно и у скијашкој штафети 4 × 10 km. У трци на 15 km слободним стилом освојио је сребрну медаљу пошто га је у спринту победио Томас Алсгард. Дели је победио на 50 km слободним стилом испред Никласа Јонсона за само осам секунди. Оба скијаша су се срушила на циљној линији, давши све у тежњи за победом. Дели је описао ову трку као своју најтежу трку икада. Дели је такође успоставио трајно пријатељство са Филипом Бојтом, кенијским скијашем. Дели је чекао Боита на циљној линији 20 минута након трке на 10 km, рекавши да Бојт заслужује охрабрење. Филип је једном од своје деце дао име Дели Бојт.

## Олимпијске игре
Бјерн Дели је на дебитовао на Олимпијским играма 1992. у Албертвилу када је освојио златне медаље у потери на 15 km и на 50 km слободним стилом. Златну медаљу је освојио и са норвешком штафетом. На 30 km класичним стилом освојио је сребрну медаљу, а на 10 km класичним стилом освојио је четврто место.
На следећим Олимпијским играма одржаним у норвешком Лилехамеру 1994. године, Бјерн Дели је домаћинима донео две златне и две сребрне медаље. Златно медаљу је освојио у трци на 10 km класичним стилом и у потери на 15 km. Сребрне медаље је освојио на 30 km слободним стилом и у штафети. На 50 km класичним стилом зазузео је четврто место.
На последњим Олимпијским играма на којима је учествовао, у Нагану 1998. године, Бјерн Дели, тада већ тридесетогодишњак, поновио је успех из Албертвила пре шест година. Златне медаље освојио је на 10 km класичним стилом, 50 km слободним стилом и у штафети. Сребрну медаљу освојио је у потери на 15 km, а на 30 km класичним стилом зазуео је 20. место, што му је био најслабији резултат у целој олимпијској каријери.

### Резултати
- 12 медаља – (8 златних, 4 сребрних)

| Година | Узраст | 10 класично | Комбиновано | 15  | 30     | 50    | 4 × 10 |
| ------ | ------ | ----------- | ----------- | --- | ------ | ----- | ------ |
| 1988   | 20     | Н/Д         | Н/Д         | —   | —      | —     | —      |
| 1992   | 24     | 4.          | Злато       | Н/Д | Сребро | Злато | Злато  |
| 1994   | 26     | Злато       | Злато       | Н/Д | Сребро | 4.    | Silver |
| 1998   | 30     | Злато       | Сребро      | Н/Д | 20.    | Злато | Злато  |

## Светска првенства и Светски куп
На Светским првенствима Бјерн Дели је освојио укупно 17 медаља. Девет пута је био светски првак, а освојио је још и пет златних и четири сребрне медаље у периоду од 1991. до 1999. године.
Светски куп је освајао укупно шест пута, у сезонама: 1991-92, 1992-93, 1994-95, 1995-96, 1996-97 и 1998-99. Једини је скијашки тркач који је освојио шест пута кристални глобус. Такође је рекордер Светског купа са 46 победа, а на подијум се попео још 35 пута.

### Сезонске титуле
- 8 титула – (6 свеукупно, 2 спринт)

| Сезона     |           |
| Дисциплина |           |
| 1992       | Свеукупно |
| 1993       | Свеукупно |
| 1995       | Свеукупно |
| 1996       | Свеукупно |
| 1997       | Свеукупно |
| 1997       | Спринт    |
| 1999       | Свеукупно |
| 1999       | Спринт    |

### Положај у Светском купу
| Сезона | Узраст | Свеукупно | Дуге стазе | Спринт |
| ------ | ------ | --------- | ---------- | ------ |
| 1989   | 22     | 14        | Н/Д        | Н/Д    |
| 1990   | 23     | 3         | Н/Д        | Н/Д    |
| 1991   | 24     | 3         | Н/Д        | Н/Д    |
| 1992   | 25     | 1         | Н/Д        | Н/Д    |
| 1993   | 26     | 1         | Н/Д        | Н/Д    |
| 1994   | 27     | 2         | Н/Д        | Н/Д    |
| 1995   | 28     | 1         | Н/Д        | Н/Д    |
| 1996   | 29     | 1         | Н/Д        | Н/Д    |
| 1997   | 30     | 1         | 2          | 1      |
| 1998   | 31     | 2         | 2          | 2      |
| 1999   | 32     | 1         | 2          | 1      |